# 小行星4120
小行星4120（4120 Denoyelle）是一颗绕太阳运转的小行星，为主小行星带小行星。该小行星于1985年9月14日发现。

## 轨道参数
小行星4120的轨道半长轴为3.1565784 UA，离心率为0.088。